# Sophie Artur
Sophie Artur (Parigi, 29 novembre 1959) è un'attrice e doppiatrice francese.

## Biografia
Sophie Artur ha appreso l'arte della recitazione con la scuola del circo. Prosegue la sua carriera al Théâtre de la Huchette nell'opera La leçon de Ionesco per poi proseguire in una trentina di spettacoli tra cui: Les trois mousquetaires di M.Maréchal, Largo desolato di Václav Havel, Le roi se meurt con Michel Bouquet. Debutta al cinema nel 1980 con il film Una brutta storia di Claude Sautet, ma sarà nel 1985 la serie TV Maguy che la rende nota al pubblico e che la vedrà impegnata per oltre sette anni. Successivamente recita nella serie TV Julie Lescaut  e interpreta alcuni film del regista Claude Lelouch e anche telefilm d'epoca tra cui Chez Maupassants.
Sophie Artur è stata nominata per il Premio Molières 2019 nella categoria "Migliore attrice non protagonista" per l'opera teatrale Le Canard à l'Orange.

## Filmografia parziale

### Cinema
- Una brutta storia (Un mauvais fils), regia di Claude Sautet (1980)
- Le Grain de sable, regia di Pomme Meffre (1983)
- Ci sono dei giorni... e delle lune (Il y a des jours... et des lunes), regia di Claude Lelouch (1990)
- La belle histoire, regia di Claude Lelouch (1992)
- L'inferno (L'Enfer), regia di Claude Chabrol (1994)
- Profumo d'Africa, regia di Bernard Giraudeau (1996)
- Il pianeta verde (La Belle Verte), regia di Coline Serreau (1996)
- Comme un avion, regia di Marie-France Pisier (2002)
- Musée haut, musée bas, regia di Jean-Michel Ribes (2008)

### Televisione
- Maguy - serie TV (1985-1993)
- Julie Lescaut - serie TV (1992)
- Chez Maupassant - serie TV (2008-2011)
- Famille d'accueil - serie TV (2010)
- Une femme dans la Révolution - serie TV (2013)